# ذهبقاء
الذهبقاء (الاسم العلمي:Chrysomeris) هي جنس من الأسناخ الصبغية تتبع الفصيلة الذهبقية من رتبة الذهبقيات.